# Kostajnica (Bosznia-Hercegovina)
Kostajnica (szerbül: Костајница, korábban Bosanska Kostajnica), város és községközpont Bosznia-Hercegovinában, Bosanska krajina területén, a Szerb Köztársaságban. Kostajnica község tizenegy falujával és egy városával a funkcionális regionalizáció révén ma a Prijedori régióhoz tartozik. A boszniai háború előtt azonban a horvátországi Kostajnica befolyására nagyobb mértékben tartozott Sziszek vonzáskörzetéhez. Ez tükröződött a gazdasági tevékenységben, az oktatásban, a kultúrában, az egészségügyben stb. Ezt a regionális pozíciót elsősorban a szolgáltatások minősége, az utak tájolása és a Nyugat-Európával való szorosabb kapcsolat magyarázza. Ma Prijedor, mint regionális központ befolyása Kostajnica község területén kifejezettebb.

## Fekvése és éghajlata
Bosznia-Hercegovina nyugati részén, Banja Lukától légvonalban 71, közúton 93 km-re északnyugatra, Prijedortól légvonalban 29, közúton 40 km-re északnyugatra, a horvát határ mellett, az Una jobb partján és a tőle délre fekvő dombvidéken, 108 – 370 méteres tengerszint feletti magasságban fekszik. Kostajnica városának legnagyobb része az Una folyó hordaléksíkságán és az Una folyó alsó teraszain fekszik. A községhez tartozó többi település a várostól délre és valamivel magasabban, 400 méteres magasságig helyezkedik el. A község területének egy része dombos, a legmagasabb dombok: a Pastirevo, a Balj és az Um. Az Una folyótól délre a dombos terület, időnként völgyekkel, a kis folyók és nagyobb patakok mentén bevágásokkal szabdalt. Az Una és a Strigova folyók völgye mentén síkságok találhatók, amelyek a község teljes területének egynegyedét teszik ki, háromnegyede dombos és dombos terület.

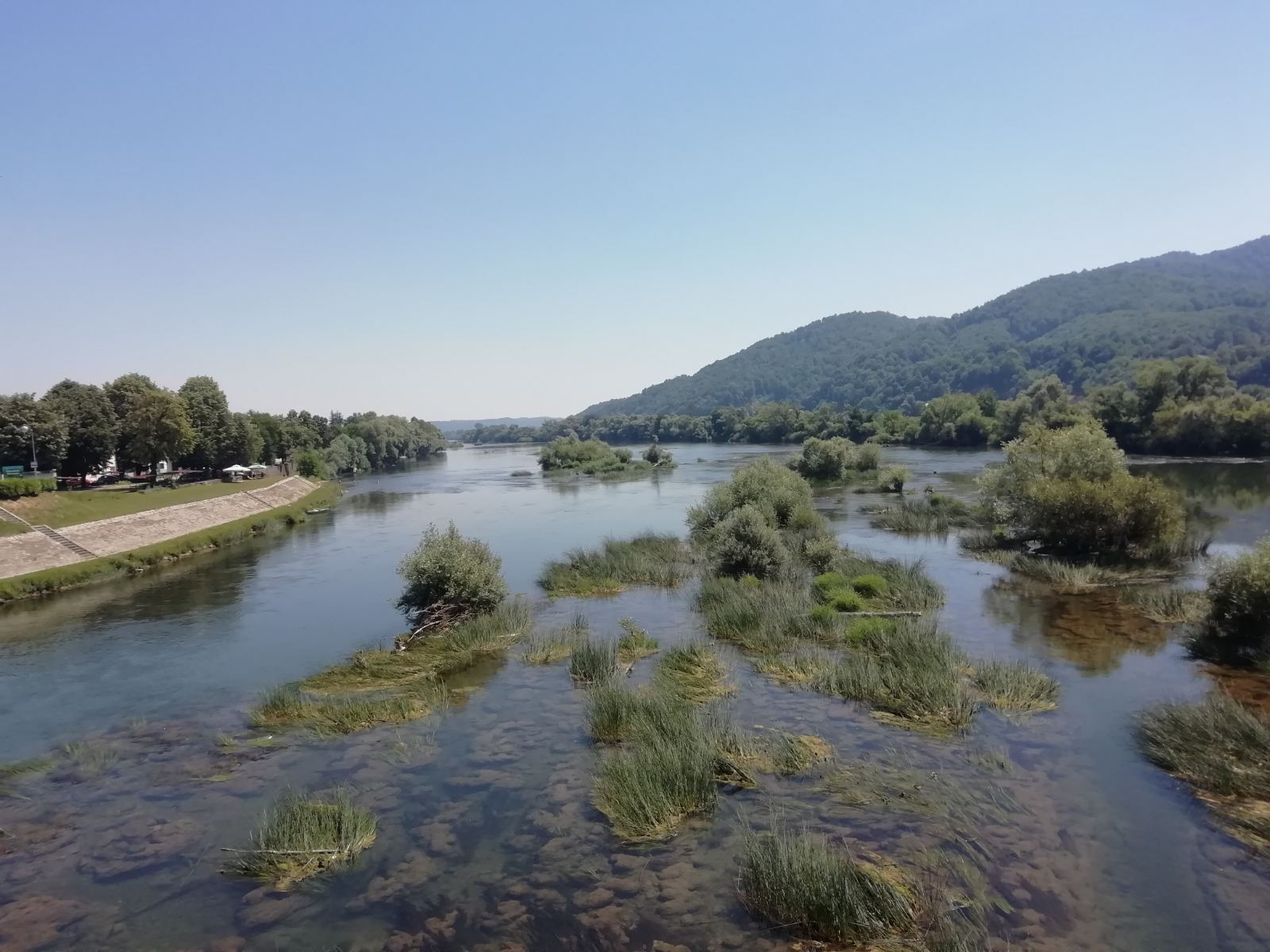
Az Una-folyó Kostajnicánál

E terület folyói, patakjai és kisebb vízfolyásai az Una vízgyűjtőjéhez tartoznak. Az Una medre ezen a területen a tufaképző mészkő lerakódása miatt egyre sekélyebb. Ez különösen magán Kostajnicán látszik. Az Unának ezt a Dobrljinéig tartó szakaszát korábban átkelésre használták, ma már kisebb hajók is alig tudnak áthaladni a folyó egyes részein. Az Unán kívül a legnagyobb a Strigova, amely Strigovi faluban a Kriva Rijeka forrásából ered. Ez egy hegyi folyó, amely szórványos zuhatagokkal rendelkezik a felső és középső folyáson. Az alsó szakaszon több méter mély örvényei vannak és Briševac közelében ömlik az Una folyóba.
A település területe földrajzi elhelyezkedését és tengerszint feletti magasságát tekintve mérsékelt-kontinentális éghajlatú. Magának Kostajnica városának éghajlata valamivel enyhébb, mint a község többi részéé, mivel északról a Djed-hegy védi. A légköri lerakódások egyenletesen oszlanak el az egész területen. Különösen gazdag csapadékban október és november, a tavaszi időszakban pedig április és május. Az Una völgyében, Kostajnicától le- és felfelé, valamint a Strigova-folyó és a Tavija-patak völgyében tavasszal és ősszel sűrű köd fordul elő. Maga a város ritkán borul ködbe az év során.

## Népessége

### Kostajnica község
| Nemzetiségi csoport | Népesség 1991 | Népesség 2013 |
| ------------------- | ------------- | ------------- |
| Szerb               | 4041          | 4315          |
| Bosnyák             | 1707          | 1460          |
| Horvát              | 166           | 86            |
| Jugoszláv           | 213           | 5             |
| Egyéb               | 104           | 111           |
| Összesen            | 6231          | 5977          |

### Kostajnica város
| Nemzetiségi csoport | Népesség 1991 | Népesség 2013 |
| ------------------- | ------------- | ------------- |
| Szerb               | 1715          | 2244          |
| Bosnyák             | 1659          | 1435          |
| Horvát              | 126           | 61            |
| Jugoszláv           | 182           | 4             |
| Egyéb               | 86            | 90            |
| Összesen            | 3768          | 3834          |

## Története

### A középkorig
A Kostajnica területén előkerült legrégibb régészeti leletek a kőrézkorból és a bronzkorból származnak. Ezek az i. e. 2500 és 2000 közötti időből származó cseréptöredékek és egy kőszekerce. Akkoriban ezen a területen az illírek egyik törzse, a japodok éltek. A rómaiak az i. e. 1. században hódították meg ezt a vidéket. A régészeti múzeumokban és az egykori kostajnicai kolostorban őrzött dokumentumok és maradványok alapján megállapítható, hogy Kostajnica területén már a rómaiak idejétől élénk kereskedelmi forgalom zajlott. A korszakból származó települések neve hivatalosan nem ismert, de az biztos, hogy az utak mentén akkoriban sok település volt. Magán Kostajnicán is római vízmű nyomait, valamint néhány lakó- és egyéb épületet találtak. A város területén ma is találhatóak salak- és szénnyomok, ami kétségtelenül bizonyítja, hogy akkoriban bányák és vaskohó működött itt. A Balj dombból eredő patakban római kori edények és tárgyak maradványai kerültek elő, ami cáfolhatatlan bizonyítéka a római korból származó település létezésére ezen a területen.

### A 7. századtól a 15. századig
A horvátok ősei a 7. században telepedtek meg ezen a vidéken, mely a 10. században alapított Horvát Királyság része volt. Kostajnica neve a gesztenye (kesten) növénynév régi horvát „kostanj” alakjából származik, és olyan területet jelöl, ahol különösen sok volt a gesztenyefa. Régen ugyanis az Una két partját gesztenyeerdő borította. 1097-ben a Petrova gora hegységben vívott csatában győzte le Könyves Kálmán serege Svačić Pétert, az utolsó horvát királyt, majd a Kálmán király és a horvát nemesség közötti megállapodás a „pacta conventa” értelmében 1102-ben Horvátország részeként ez a terület is a Magyar Királyság része lett. A középkorban területe a dubicai zsupánsághoz tartozott. Írott forrásban a települést 1240-ben „Koztainicha” néven említik először. Az oklevél egy birtok határait írja le, mely a Kostajnicáról Dubicára vezető útig terjedt. 1258-ban IV. Béla király határozott egy a dubicai templomosok és a kostajnicai Hetink (Hetynk) közötti itteni birtokvitában. 1272-ben V. István erősíti meg Hetink fiait Marint, Pétert és Ivánt kostajnicai birtokukban. A Hetink nemzetségnek valószínűleg udvarháza, vagy vára volt Kostajnicán, jobbágyaik pedig a vár alatti településen laktak. A 14. században több oklevél is megemlíti őket immár a Kostajnicai előnévvel, illetve a család tagjait. Ekkor a térség legnagyobb urai már a Babonicsok voltak, akinek birtokai a Szanától az Unán át a Glináig és a Kulpáig terjedtek, arról azonban nincs adat, hogy Kostajnica is az övék lett volna. 1334-ben Kostajnicának már állt Szent Mihály tiszteletére szentelt plébániatemploma és megvolt a ferences kolostor is. A ferenceseket 1285 és 1294 között valószínűleg a Hetinkek telepítették le ide. A kostajnicai birtok a mai Hrvatska Kostajnica és Bosanska Kostajnica területére is kiterjedt Dubica, illetve Dobrljin irányában. Ez a nemzetség a 15. század elején halt ki és birtokaik a királyra szálltak.

### A 15. századtól az oszmán hódításig

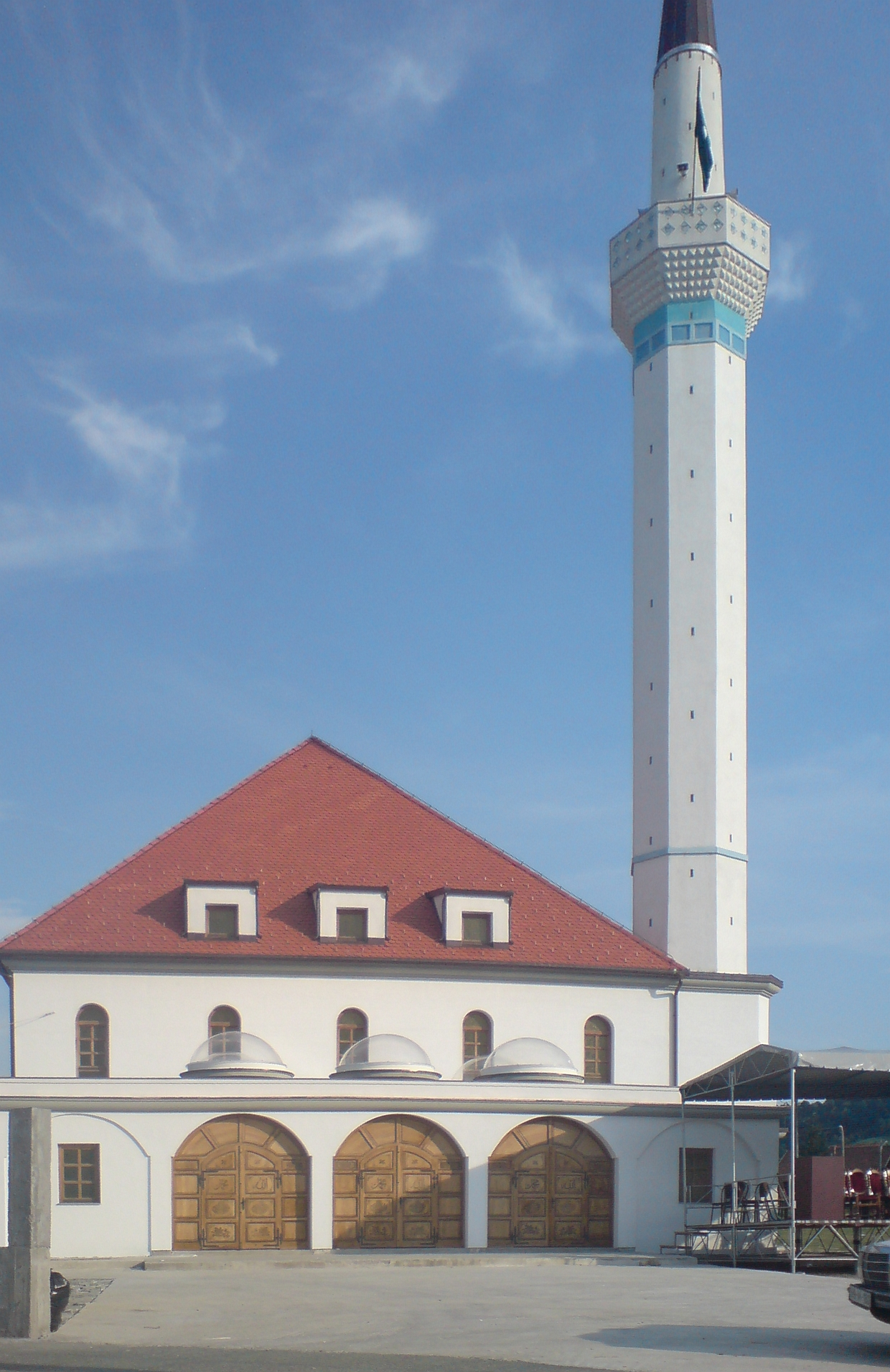
Az Azizija-mecset

Az írott forrásokban 1420-tól említett Kostajnica várának („castrum Koztanicha”) első ismert birtokosa az Acha nembeli Arlandovich család volt. 1424-ben Zsigmond király Blagay Lászlónak és fivérének adta, de ezt Cillei Frigyes bán nem ismerte el, mire bepanaszolták őt a királynál. Később a Lipoveciek birtoka. Lipoveci Ilona házassága révén szomszédvári Tót Lászlóé, majd 1442-ben a második férjé, Frangepán Mártoné és leszármazottaié lett. 1471-ben Frangepán Miklós négyezer aranyért Benvenjuda Ivánnak adta el. 1480-ban Mátyás király kikényszerítette, hogy Benvenjuda lemondjon a várról, de Mátyás halála után újra birtokba lépett. 1492-ben a Benvenjuda fivérek nyolcezer aranyért Egerváry Lászlónak adták el. Kostajnica időközben jelentős településsé vált vásártartási joggal. A vár uradalmához 27 falu tartozott jó jövedelemmel. A 16. század elején, miután a török 1513–ban elfoglalta Dubicát, a király Beriszló Péter püspöknek adta Kostajnicát, amely így egyházi birtok lett. 1530-ban Tahi János vránai perjel 13 ezer aranyért Zrínyi III. Miklósnak adta el. Az ő halála után Zrínyi IV. Miklós birtoka lett. 1539 májusában a Ferdinánd-párti Zrínyi Kostajnica várában ölte meg az árulóvá váló Hans Katzianert, korábbi királyi főhadparancsnokot és fogadott testvérét. Az 1530-as évek ünnepelt osztrák hadvezére ugyanis az 1537-ben elvesztett eszéki (Gorjan) csata után átállt Szapolyai János oldalára, és félő volt, hogy egész Horvátországot és Szlavóniát elszakítja a Habsburgoktól.

### A török elleni védelmi harcok idején
Bosznia 1463-as török megszállása után egyre erősödtek a horvát területeket ért török támadások. A török 1469-ben, 1471-ben és 1478-ban is támadta Kostajnica térségét, nagy károkat okozva a helyi lakosságnak. 1483-ban megtámadta Kostajnicát is, de vereséget szenvedett. 1513-ban elesett Dubica. 1540-ben megtámadta Zrin várát, de a Zrínyiek visszaverték. 1542-ben a király Zrínyit nevezte ki horvát bánná, aki 1544-ben és 1545-ben súlyos harcokat vívott a törökkel az Unamentén. 1553-ban megerősítette Kostajnica és Novi várait, melyek védelmére a királytól katonaságot kért. A két vár védelmét a király Erdődy Péterre bízta. 1556-ban Zrínyi muraközi és magyarországi birtokainak védelmével volt elfoglalva. Ezalatt Malkocs bég boszniai pasa ostrom alá vette Kostajnica várát, melyet mindössze 60 főnyi katonaság élén Lusthaler várkapitány védett, aki a kilátástalan helyzetben július 23-án átadta a várat a töröknek. Ezután nehéz idők következtek az Una, Száva és Kulpa közötti terület lakosságára. A török egészen Zágrábig dúlta a horvát vidéket. Zrínyi nem tudta megakadályozni Valpó, Verőce és Csázma elestét sem, majd 1566-ban ő maga is elesett Szigetvár védelmében. 

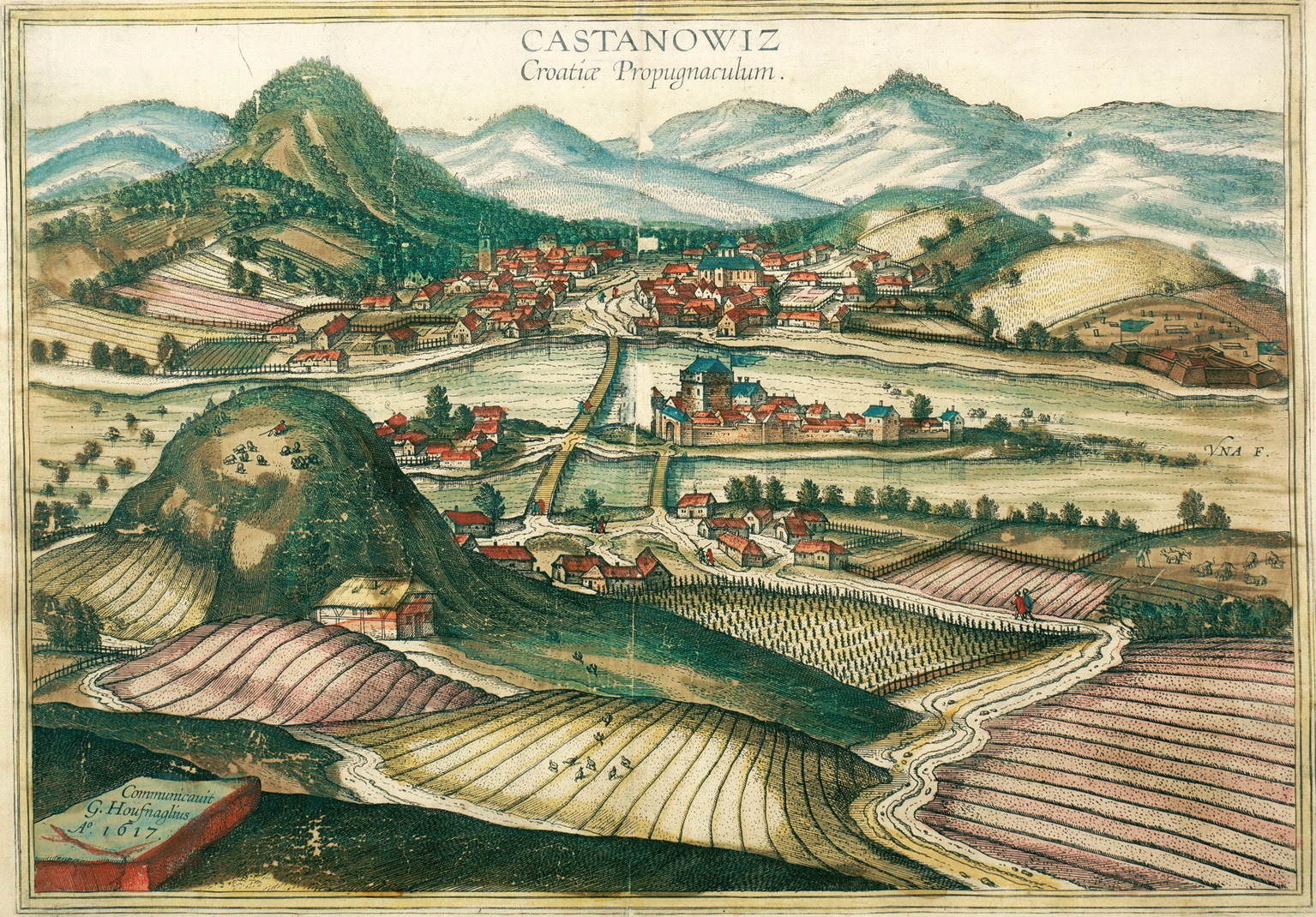
Kostajnica látképe 1617-ben.

### A török uralom kezdetétől a 18. századig
A török 400 lovasból és 250 gyalogosból álló erős őrséget hagyott Kostajnica várában. A horvát erők többször is (különösen az 1593 és 1606 közötti határmenti harcokban) megpróbálták visszafoglalni Kostajnicát, de nem jártak sikerrel. Az Una szigetén álló várat 1594-ben Lenkovics György generális, majd 1596-ban Sigismund Herberstein generális és Draskovics János bán is sikertelenül támadta. 1624-ben Zrínyi V. Györgynek rövid időre sikerült visszafoglalni, de 1630-ban már ismét török kézen volt. A törökellenes felszabadító harcok keretében Erdődy Miklós horvát bán 1685-ben adta ki a parancsot a töröknek az Una folyóig történő visszaszorítására. Ennek során foglalták vissza a várat a császári erők. A török 1688 augusztusában heves támadást intézett a visszafoglalására, de a vár közelében fekvő mezőn vívott csatában súlyos vereséget szenvedett az Erdődy Miklós és Bádeni Lajos vezette keresztény hadaktól. A kialakult erőviszonyokat az 1699-es karlócai béke szentesítette, ezzel a határ végleg az Una folyóhoz került vissza. 1703-ban Lipót császár az egész Una és Kulpa közötti térséget a bán katonai parancsnoksága alá rendelte, ezzel létrejött a Báni végvidék (horvátul Banija, vagy Banovina).

### A katonai közigazgatás idején
A 18. században két nagy törökellenes háború is dúlt 1716 és 1718, illetve 1737 és 1739 között. Az elsőben a császári hadak felszabadították Észak-Boszniát és Szerbiát, de a másodikban újra elveszítették ezeket a területeket. A török hatóságok üldözni kezdték a boszniai keresztény lakosságot, ezért a nép a ferences szerzetesek vezetésével a Báni végvidék, és a Szerémség területére menekült. Kostajnica várát kijavították, míg a vár közelében kezdett kialakulni a mai város magja. A város piactere a vár alatt, a török oldalon volt. 1713-ban a városban két templom és egy kápolna (Szent Anna) állt. A ferencesek temploma és kolostora 1729 és 1756 között épült. A Szent Miklós-templom lett a plébániatemplom. Az Una és Djed-hegy között kifejlődött településnek mintegy 50 háza volt, míg a szigeten több mint 30 állt. A 18. század elején Kostajnicán egy fontos és forgalmas határmenti intézmény is működött a vámhivatal, mely a forgalmat és a kereskedelmet is ellenőrizte. Az Oszmán Birodalomból származó árukat 20 napra karanténba helyezték és csak ezután szállíthatták tovább. Ugyanígy védekeztek a keletről származó fertőző betegségekkel szemben is. 1788 és 1791 között újabb háború dúlt Ausztria és Törökország között, de a Dubica és Kostajnica között zajlott csatában a török végül meghátrálni kényszerült a császári erőkkel szemben. Kostajnica 1718 és 1871, a katonai közigazgatás megszüntetése között katonai irányítás alatt állt. 1749-ben a Báni végvidéket átszervezték, két ezredre, a glinaira és a kostajnicaira osztották fel. Kostajnica 1776-ban városi rangot kapott, 1788-ban szabad királyi város lett. 1809 és 1813 között francia uralom alatt állt. A francia uralom idején fahíd épület a város két része között. Ez a híd, amelyen a Napóleon kezdőbetűivel - NI - ellátott obeliszket ma is őrzik, mindkét Kostajnica számára nagy jelentőséggel bírt és maradt, mert megkönnyítette a két terület közötti áru- és személyi forgalmat. Akkoriban az Una egyetlen hídját használták áruszállításra a Közel-Keletről Európába és fordítva. Ezekre az árukra Kostajnicán vámot kellett fizetni.

### A második török uralom idején

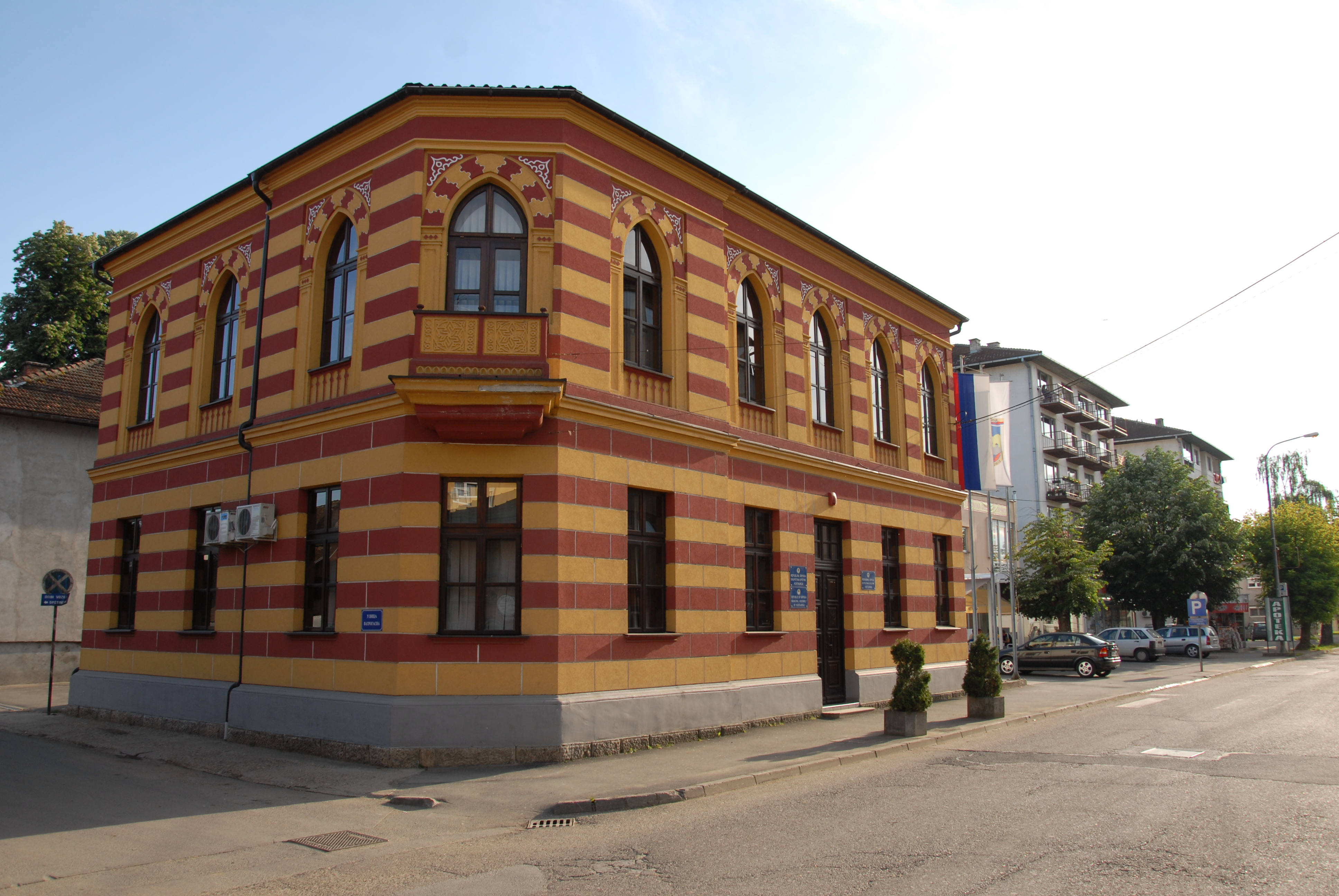
Az önkormányzat épülete

Kostajnica Unán túli fele rövid ideig tartó francia kormányzás után 1814-ben ismét a Boszniai pasaluk uralma alá került. 1858-ban a Pastirevóban állomásozó Petar Petrović Pecija és a sztrigovai Petar Garača harambasa hajdúk lázadást szítottak az oszmánok ellen, amelyet Pecija-lázadásaként ismerték. 1862-ben Valjevo és Szabács környékéről muszlimok vándoroltak be Bosanska Kostajnicára. Különösen sokan érkeztek Užice környékéről, akik alapítottak egy új települést, amely régi hazájuk után a mai napig az Užice nevet viseli. Az 1874-től 1875-ig tartó nagy boszniai felkelés idején ez a régió erős ellenállást tanúsított az oszmán uralommal szemben. A felkelés idején Vaso Pelagić 40 napig volt Bosanska Kostajnica önkormányzatának elnöke. 1878-ban a berlini kongresszus határozata alapján Bosanska Kostajnica egész Bosznia-Hercegovinával együtt ismét osztrák fennhatóság alá került, és az első világháború végéig osztrák-magyar uralom alatt maradt. Ausztria-Magyarország kezdetben katonai közigazgatást vezetett be, melyet később polgári közigazgatásra váltott. A monarchia szétesésével 1918-ben előbb a Szerb-Horvát-Szlovén Királyság, majd 1929-től a Jugoszláv Királyság része. 1921-ben Kostajnicának 323 háztartása és 1437 lakosa volt.

### A második világháborúban és utána
A Jugoszláv Királyságban Bosanska Kostajnica fejlett kereskedelmi és kézműves központ volt. Jugoszlávia megszállása után a város a Független Horvát Állam (NDH) része lett. A második világháború idején e régió lakossága tömegesen vett részt a fasizmus elleni harcban. A legendás Balj-csapatot többnyire Bosanska Kostajnica környékéről toborzott harcosok alkották. A fasizmus elleni küzdelemnek ez a terület több mint 1000 harcost adott, akik közül 460 meghalt, nem érve meg a háború végét. Az elesett harcosokon kívül a település 1848 lakosa vesztette életét a fasiszta terror áldozataként. A kivégzésük helyszínei Jasenovac, Zemun, Bajića jame és Zečevo brdo voltak. Az emberáldozatok mellett a település területe óriási anyagi károkat is szenvedett, 108 háztartása teljesen megsemmisült. 1945-től a település a szocialista Jugoszlávia része volt. A második világháború után Bosanska Kostajnica a Bosanski Novi, majd a Prijedori járásban önálló községként létezett. A Bosznia-Hercegovinában zajló polgárháború idején a település a Boszniai Szerb Köztársaság része volt. A boszniai háború idején a Bosanska Kostajnica-i szerb hatóságok etnikai tisztogatást végeztek a nem szerb lakosság körében. A nem szerbek vallási épületeit lerombolták, Bosanska Kostajnica község nevét pedig, más, szerb fennhatóság alatt álló települések példájára, amelyek nevében a „bosnyák” jelző szerepelt Kostajnicára változtatták. 1992 májusától 1992 augusztusáig a szerb különleges rendőri és katonai erők nagyszámú, nem harcoló boszniai muszlim személyt vettek őrizetbe. Az őrizetbe vetteket a kostajnicai rendőrőrsre, a bosanski novi tűzoltóságra és a mlavki futballstadionra szállították. Az ismertebb és műveltebb boszniai muszlimokat Bosanska Kostajnica-i rendőrőrsre vitték, ahol fém- és fabotokkal verték meg őket. A nem szerbek vallási épületeit, júliusban az Azizija-székesegyházat és a Szent József római katolikus plébániatemplomot lerombolták. Ezt követte a nem szerbek tömeges üldözése. A daytoni békeszerződést követő területfelosztásnál a település a Szerb Köztársaság területéhez került. 2008-ban a város nevét hivatalosan is Kostajnicára változtatták.

## Gazdaság

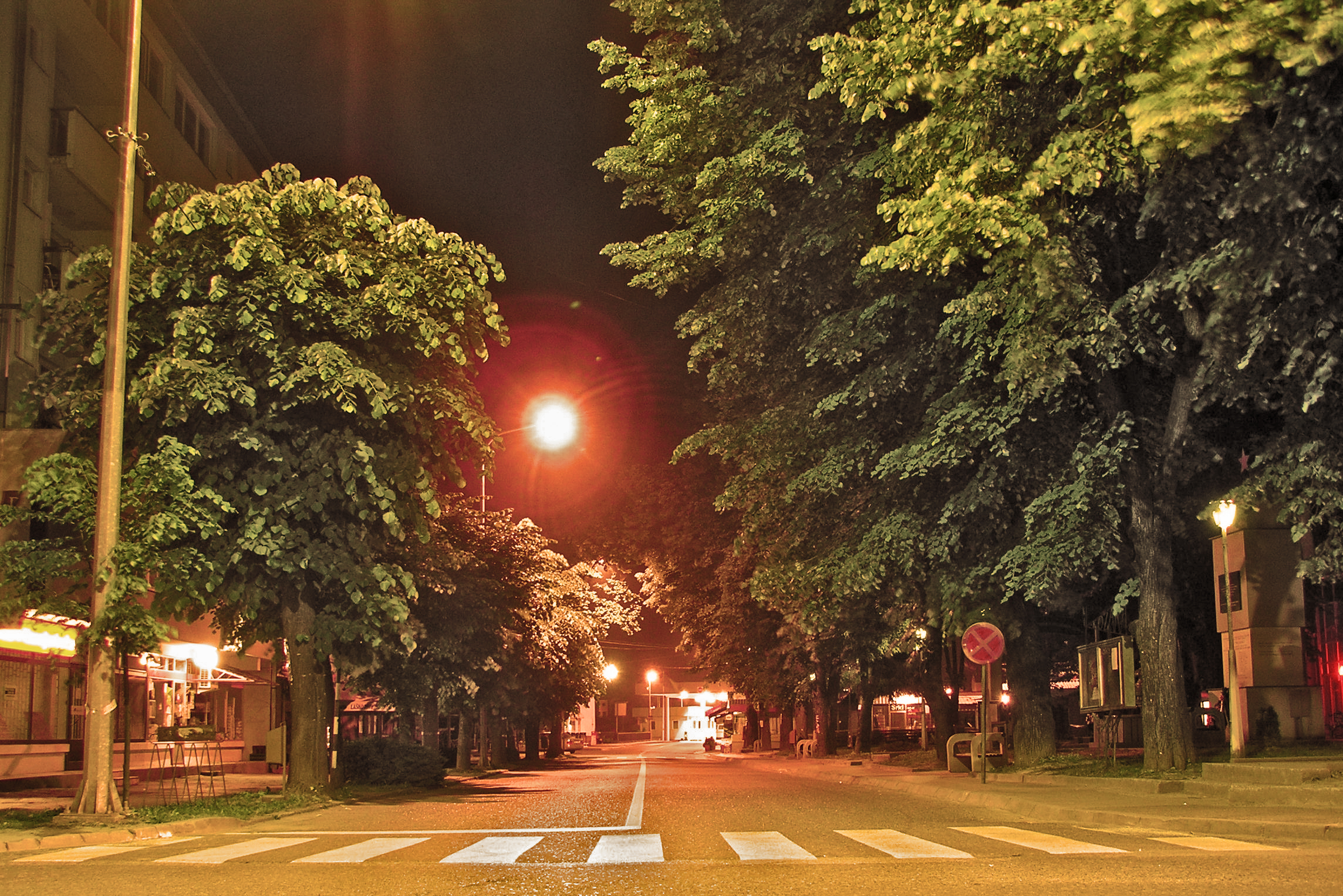
Éjszakai kép a belvárosból

Kostajnica község ipari termelését magáncégek uralják, ahol az alkalmazottak többsége magáncégeknél, legnagyobb részük pedig olyan kisvállalkozásoknál dolgozik, amelyek a besorolás szerint legfeljebb 9 főt foglalkoztatnak. Az ipari tevékenységek közül a fafeldolgozó, textil- és fémfeldolgozó ipari kapacitások fejlettek, exportorientáltak. A leginkább képviselt tevékenység a fafeldolgozás. Itt kiemelkedik két olyan cég, amelyek több mint 50 dolgozót foglalkoztatnak, és termelésük nagy részét külpiacra helyezik. A „Foresta” LLC furnérgyártással és exporttal foglalkozik Spanyolország, Olaszország, Ausztria, Németország és Horvátország piacaira. A „Josne” doo faelemeket gyárt, Németországba és Olaszországba exportál. E két nagyobb cégen kívül nagy számban találhatók faasztalosáruk gyártásával foglalkozó kézművesek.

A második legreprezentáltabb tevékenység a textilipar, két céggel. Az egyik a „Sana Linea” cég, amely Németországba, Szlovéniába és Horvátországba exportál; a másik pedig a „Tekstil Stanić” - Makriteks, amely Németország és Olaszország piacaira exportál. A fémiparban a „Proterm” (korábban Famok) nevű cég működik, amely Ausztria, Csehország, Szlovákia, Olaszország, Szerbia és Montenegró piacaira exportál. Az öt legnagyobb magáncég mintegy 700 dolgozót foglalkoztat. A közszférát (államigazgatás, oktatás, egészségügy stb.) figyelmen kívül hagyva tehát a feldolgozóipar a meghatározó gazdasági szektor, mind a foglalkoztatás, mind a pénzügyi mutatók tekintetében. Más ágazatok jelentősen le vannak maradva.

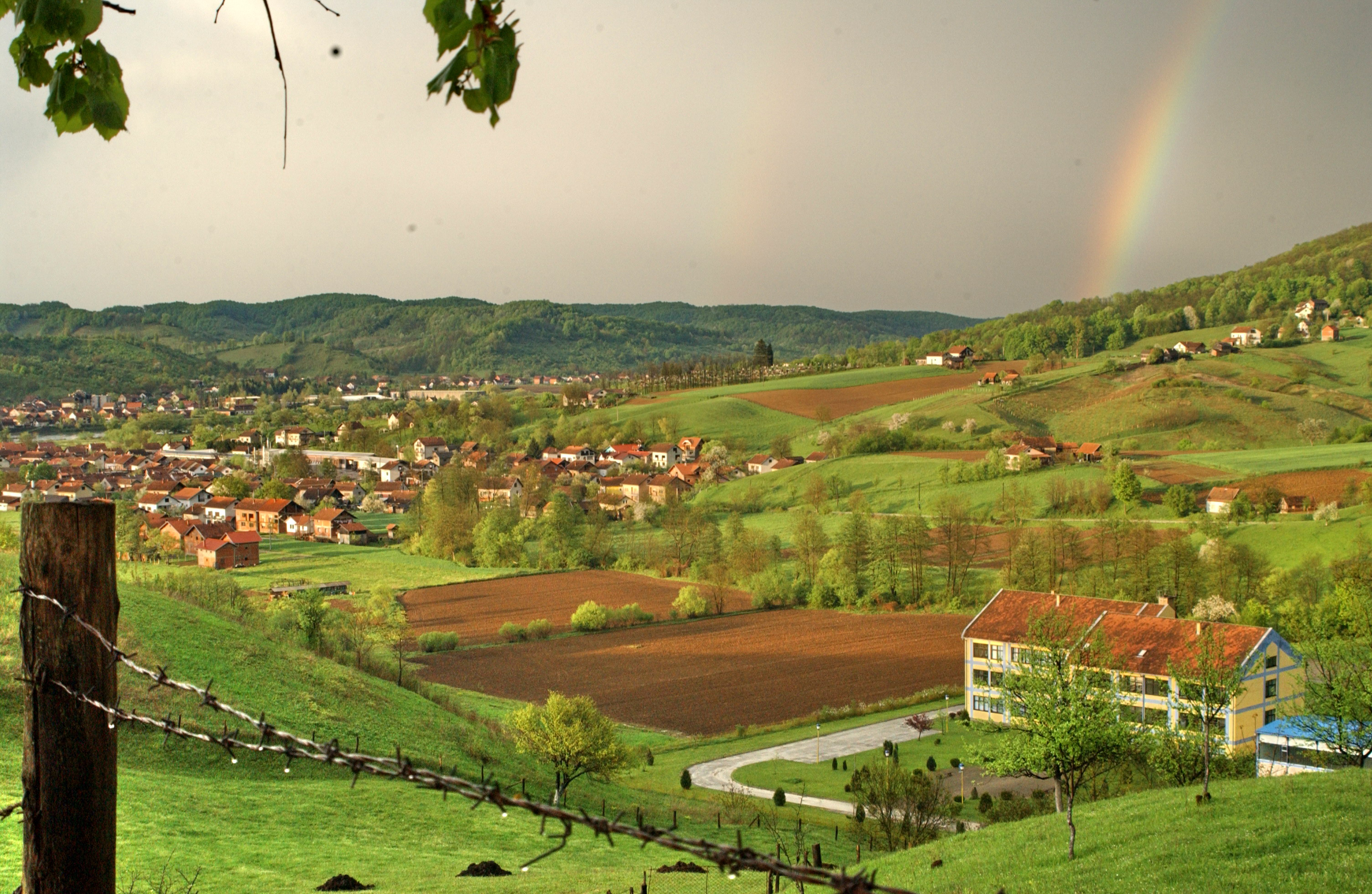
Kostajnica látképe

 A gazdálkodó szervezetek összlétszámának több mint háromnegyedét a vállalkozók adják, akik az összes alkalmazott valamivel több mint egynegyedét foglalkoztatják. Ahogy a vállalkozásokat az ipar, a kereskedelmet a magánboltok uralják. A vállalkozásokban a havi átlagbérek alacsonyak, és a dolgozók minimális megélhetési költségeit sem fedezik.
Kostajnica község területén minden megművelt mezőgazdasági terület, a teljes állatállomány és mezőgazdasági gép egyéni mezőgazdasági termelők tulajdonában van. A mezőgazdasági termelést a mintegy 3,5 hektáros mezőgazdasági üzemek, valamint a hagyományos mezőgazdasági és állattenyésztési módok határozzák meg. A lakosság jelentős része (mintegy 40%) foglalkozik mezőgazdasági termeléssel, valamint alap- vagy kiegészítő foglalkozásokkal. A mezőgazdasági géppark kora és sokszínűsége meg sem közelíti a kortárs és modern mezőgazdasági termelés igényeit, ami drágítja és nehezíti a termelést. Különösen szembetűnő az új, korszerű gépek hiánya. A község területén három mezőgazdasági termelői egyesület működik: a „Petrinja” Gazdálkodó Szövetkezet, a „Kesten” Méhészszövetség és a „Zora” Mezőgazdasági Szövetkezet.

## Turizmus
- Az Una folyó halállományának gazdagsága lehetőséget ad a sporthorgászat fejlesztésére. A községben működik a „Mrena” Kostajnica sport- és horgászegyesület, amely a település horgászterületét kezeli, telepítési akciókat szervez és horgászengedélyeket ad ki.

- A Balj-dombság erdős területei lehetőséget adnak a vadászturizmus fejlesztésére. Kostajnica község területén a vadászatnak nagy hagyományai vannak. 1947-ben alakult meg az első vadásztársaság. A község területén ma a „Balj” Kostajnica Vadásztársaság működik. A teljes vadászterület 8098 hektár.

- A városban több, nemzetközi vonatkozású kulturális rendezvényt tartanak, ilyenek a „Djeca pjevaju hitove“, a „Dan opštine Kostajnica“, a „Duhovi – krsna slava opštine Kostajnica“, a „Lov ribe udicom na plovak“, a „Ljetna liga u malom fudbalu“, a „Smotra pasa svih pasmina, és a „Kestenijada“.

## Oktatás
Az összesen mindössze öt tanteremből álló régi iskola 1880. szeptember 1-jén kezdte meg működését, első tanára Radoslav Janjčić volt. Janjčić 1919-ig irányította az iskolát, ekkor vette át az iskolát Stevan Stojnić, aki 1930-ig vezette az iskolát. Az iskolai oktatás az I. és a II. világháború alatt sem szűnt meg, hanem a tanulók és a tanárok életveszélye miatt magánházakban, rögtönzött tantermekben folytak az órák. Az akkori 1-4. osztályos tanulók foglalkozásai a Gyermekotthonban zajlottak. A „Petar Mećava” iskola új épületét 1973 őszén adták át, és az akkoriban legmodernebb taneszközökkel szerelték fel.

## Sport
A „Partizan” nevű klub 1953 közepén alakult. A kostajnicai sport fejlődéséhez Tomo Ivčić és Branko Knez pedagógusok járultak hozzá a legnagyobb mértékben. Kézilabdáztak, röplabdáztak, kosárlabdáztak, kerékpárversenyeket, atlétikai rangadókat rendeztek. A Partizan Kostajnica 1959-ben az elsők között szervezett Jugoszláviában minifutball tornát.

## Nevezetességei
- Szentháromság ortodox templom

- Szent Lázár cár ortodox templom

- Az Azizija-mecset 1862-ben épült. Nevét Abdul Aziz szultánról kapta. A mecsetet a Boszniai Szerb Köztársaság hadserege 1992-ben lerombolta. Az újjáépítés öt évig tartott, és 2008. július 12-én nyitották meg. A mecset 850 négyzetméter hasznos területtel rendelkezik, és ami Bosznia-Hercegovinában ritka, két szintes. Minaretje nyolcszög keresztmetszetű, 67 méterével az egyik legmagasabb az országban. Azon kevés mecsetek egyike, amelyek belső kupolával rendelkeznek.

- A Szent József római katolikus plébániatemplom 1927-ben épült. A második világháborúban leégett, majd csak 1976-ban építették újjá. 1992 júliusában a szerb szélsőségesek felgyújtották, majd teljesen lerombolták. Helyét ma kereszt jelöli. A településnek már 1334-ben volt plébániája, a mostani plébániát pedig 1885-ben alapították.[7]

- Az osztrák-magyar építészet remekei az Önkormányzat épülete és a Magisztrátus épülete

- Kőrézkori település maradványai, a régészeti leleteket a vučedoli kultúrához sorolták.[8]